# Sigismund Kornis
Sigismund Kornis (Zsigmond gróf Kornis de Gönczruszka), (n. 10 august 1677 – d. 15 decembrie 1731, Cluj, Monarhia Habsburgică) se trage dintr-o importantă familie nobiliară în Ungaria, numit cancelar de curte din 1710, a fost guvernator general al Transilvaniei între anii 1713-1731. 